# 阮泊生
阮泊生（1916年6月6日—2017年2月2日），原名阮桂意，男，汉族，直隶（今河北）蔚县人，中华人民共和国政治人物。

## 生平
1932年2月参加革命工作，1933年2月加入中国共产党，领导河北蔚县三区党务。
1937年后，任中共河北灵邱县上寨区委书记、中共蔚县县委宣传部部长、中共中央西北局机要科科长、秘书处处长等职位。1945年，历任中共晋察冀边区第二十二地委、察哈尔省平西地委组织部部长。1951年12月任天津地委书记。1952年9月起历任河北省委常委、副省长，吉林省委书记处书记、常务书记等。1956年1月至1958年8月，兼任河北省委农村工作部部长。1968年3月至1979年4月，任吉林省革委会副主任，1971年3月至1979年4月任吉林省委书记（当时设有第一书记）。
在文化大革命期间受到迫害。1979年8月至1983年3月，任山西省委书记（当时设有第一书记）、山西省革命委员会副主任一职。1979年12月至1988年2月任山西省人大常委会主任、党组书记。中共第十一届中央委员。1995年12月离休。
2017年2月2日9时42分，阮泊生在太原逝世。